# Kupol

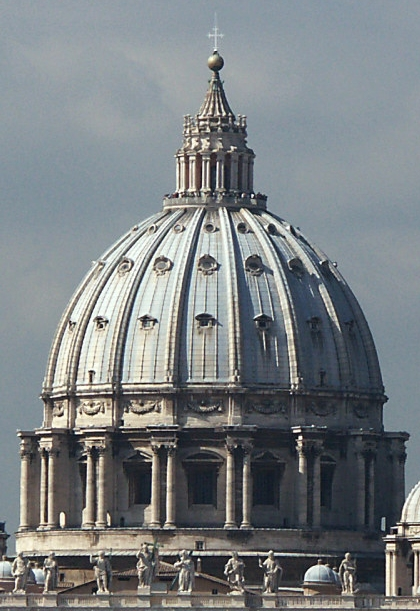
Peterskyrkans kupol, formgiven av Michelangelo och slutförd 1590.

Kupol, (via franskan av latinets cup[p]a, 'tunna', 'fat') eller dom, är ett halvklotformat valv som täcker ett runt eller flersidigt rum. Det är en arkitektonisk byggnadsdel som skall likna den håliga övre halvan av en sfär, och olika kupoler gjorda på olika material har en lång historia, i alla fall till förhistorisk tid.

## Historik
Utkragade valv har återfunnits i Iran på byggnader och gravar under partherna.
Tekniskt avancerade valv började framställas under romerska rikets arkitektoniska revolution, där de ofta användes för att få stora utrymmen i tempel och allmänna byggnader, såsom Pantheon. Traditionen fortgick även efter kristnandet i sekulär och religiös bysantinsk arkitektur, som kulminerade i den revolutionära kupolen på pendentiv på 500-talskyrkan Hagia Sofia.
Med den muslimska erövringen av sasaniderna och bysantinska riket blev kupolen även vanlig i islamisk arkitektur.

## Teknik

### Kupol och kupolvalv
| Kupol på Folkets frälsnings katedral i Bukarest, Rumänien. |  | Kupol på Huvudkatedralen för Ryska federationens väpnade styrkor i Kubinka, Ryssland. |
| Kupol på Folkets frälsnings katedral i Bukarest, Rumänien. |  | Kupol på Huvudkatedralen för Ryska federationens väpnade styrkor i Kubinka, Ryssland. |

En kupol kan ha antingen halvcirkelformig, ellipsoid eller annan tvärsektion. Tekniskt sett är den en form av valv, men termen kupolvalv brukar användas bara när kupolen täcker en mindre yta inom en byggnadskropp i likhet med andra valv, inte höjer sig över denna.
Den mest grundläggande formen är en hängkupol, en halvsfärisk kupol vars bascirkel tangerar det täckta rummets hörn. En halvkupol eller ett halvkupolvalv, som även kallas hjälmvalv, används oftast för att kröna en kyrkas absid.
Moderna kupolformade konstruktioner, som till exempel geodetiska kupoler, är inte valv i egentlig mening eftersom de förutom tryckkrafter också kan uppta dragkrafter.

### Kännetecken
Kupoler kan liknas vid en båge som roterats runt sin lodräta mittaxel. Således är kupoler, likt bågar, strukturellt starka när de har byggts ordentligt och kan täcka stora öppna områden utan något stöd från insidan.
Utkragade valv får sin form genom att förlänga varje cirkulärt lager av sten inåt, lite mindre än det föregående lagret, tills de möts. Dessa kallas emellanåt falska kupolvalv. I "riktiga" murade kupoler och kupolvalv är stenarna något lägre på in- än utsidan, så att de har vänts upp till 90 grader från valvets bas till toppen.
Kupoler har byggts av många olika material genom tiden, däribland lera, sten, trä, tegelsten, betong, metall, glas och plast.

## Användning

### Inflytelserika kupoler
Kupoler som har haft stor inflytande på efterföljande sådana är exempelvis Pantheon i Rom, Hagia Sofia i Istanbul och Klippdomen i Jerusalem.
I västerländsk arkitektur är de mest inflytelserika kupolvalven byggda efter Filippo Brunelleschis bedrifter under tidig renässans i och med florentinska kupoler bland andra i Peterskyrkan i Rom och Jules Hardouin-Mansarts kupol på Invaliddomen i Paris. Sankt Pauls-katedralen i London inspirerade Kapitolium, som i sin tur inspirerade de flesta andra kupoler i USA.

### Kupoler på gudstjänstlokaler

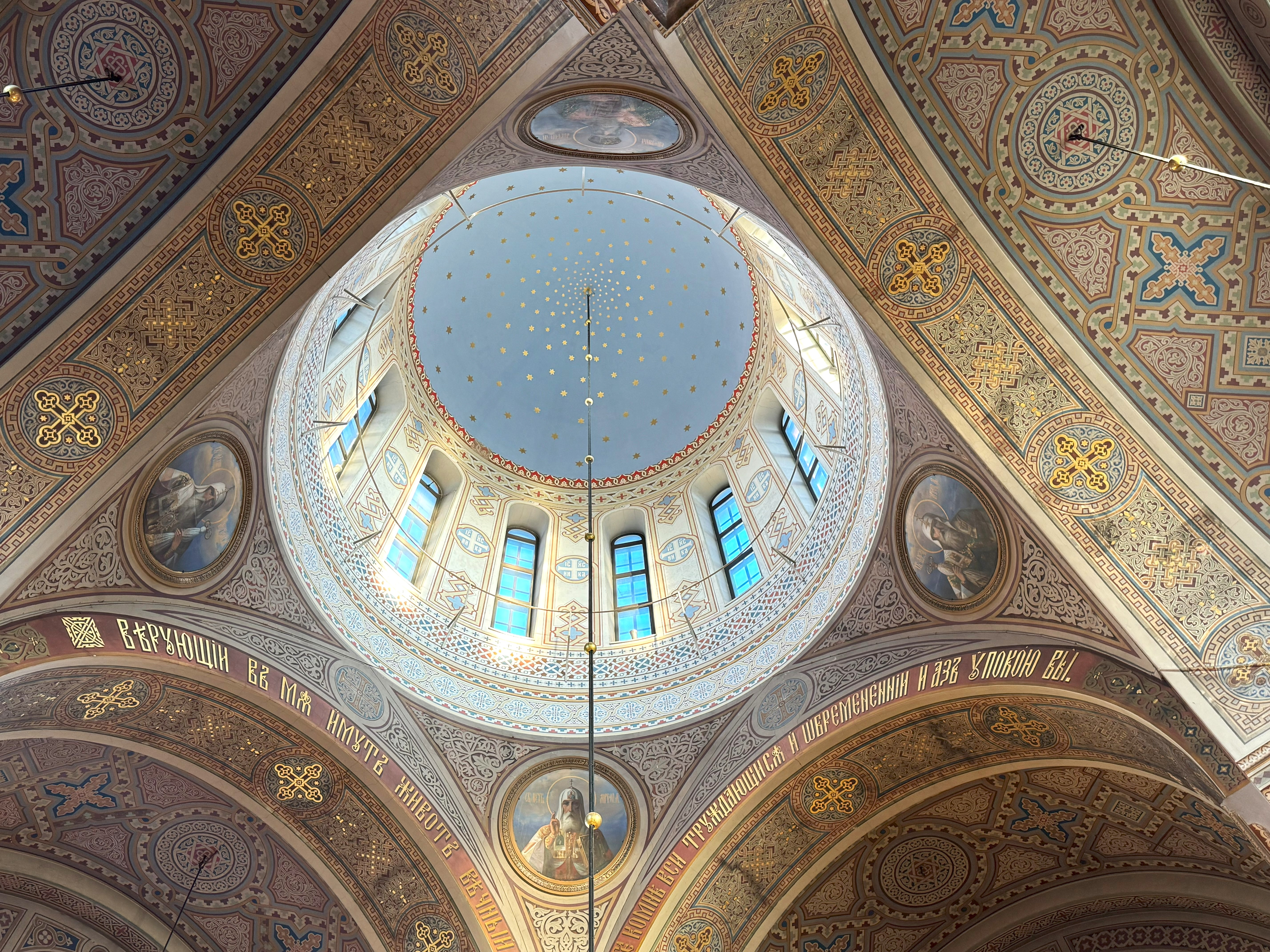
Kupolen i Uspenskijkatedralen i Helsingfors.

Kupoler kan spela en stor roll på gudstjänstlokaler, där de kan representera och symbolisera olika religiösa aspekter. Östortodoxa kyrkor, exempelvis, har kupoler föreställande himlen.[källa behövs] Kupolens syften är att påminna folk om att det är viktigt att be till Gud för att accepteras Jesu förlåtelse.[källa behövs]
Kupoler förekommer också på moskéer. I östortodoxa kyrkan har kupolvalv bilder på Jesus, medan islam inte tillåter bilder på Muhammed. Istället har moskéer dekorationer och mönster på kupolvalven. Kupoler är tradition i islam.
En annan anledning för att bygga kupolvalv är att det särskiljer byggnaden från andra på långt håll.